# 大釜站
大釜站（日语：／ Ōkama eki */?）是位於岩手縣瀧澤市的東日本旅客鐵道（JR東日本）田澤湖線的鐵路車站。

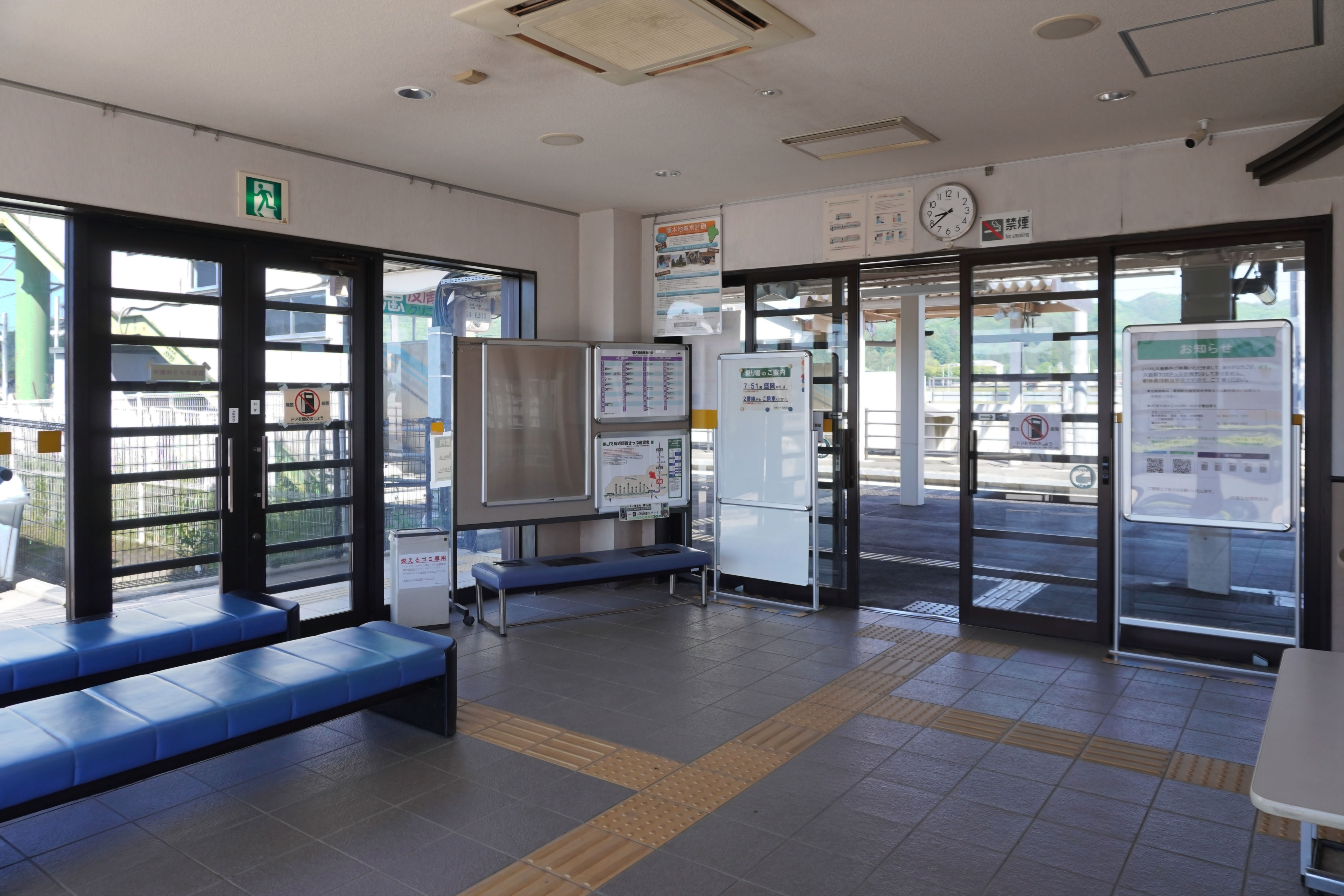
車站內部（2024年5月）

## 車站構造

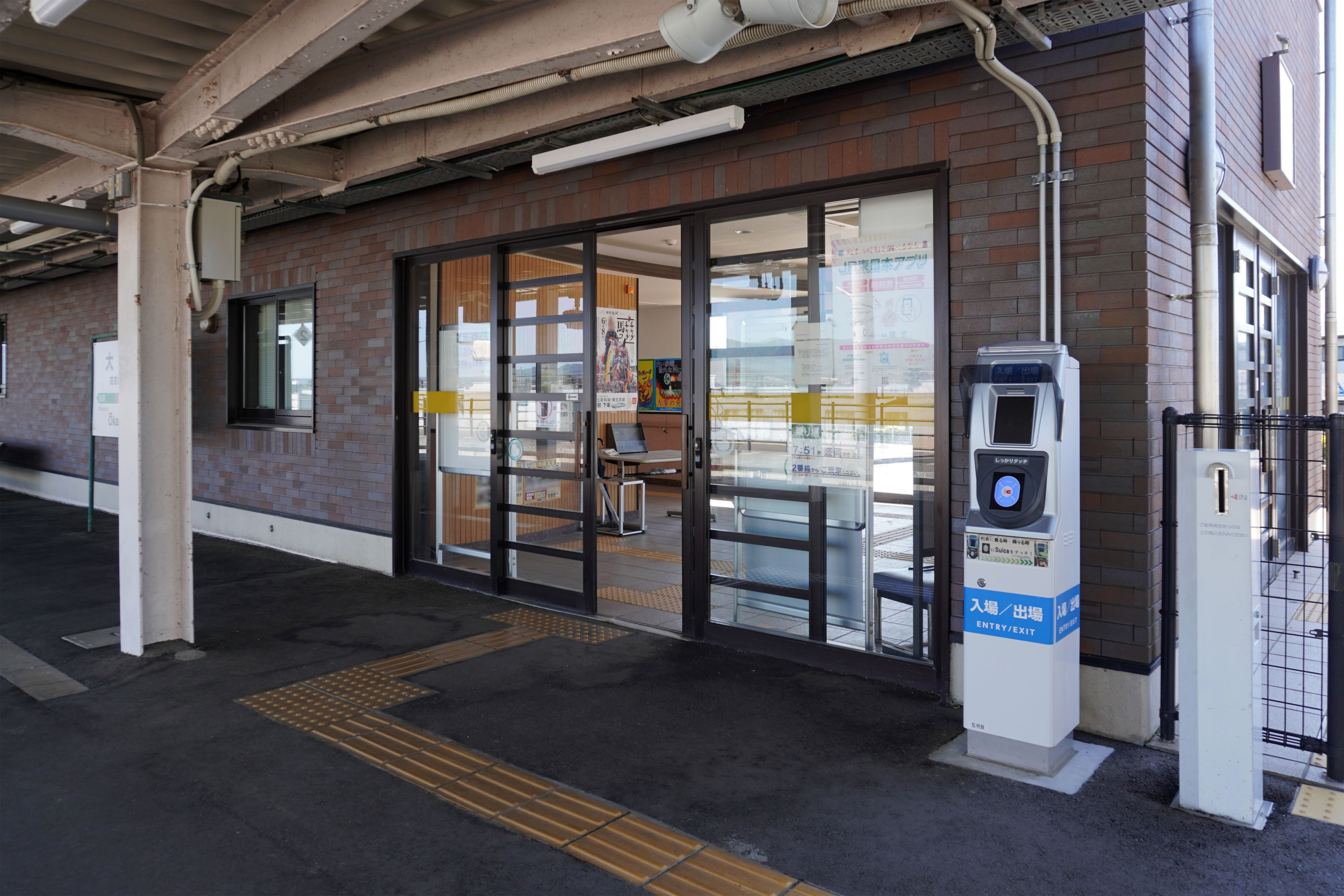
簡易SUICA驗票機（2024年5月）

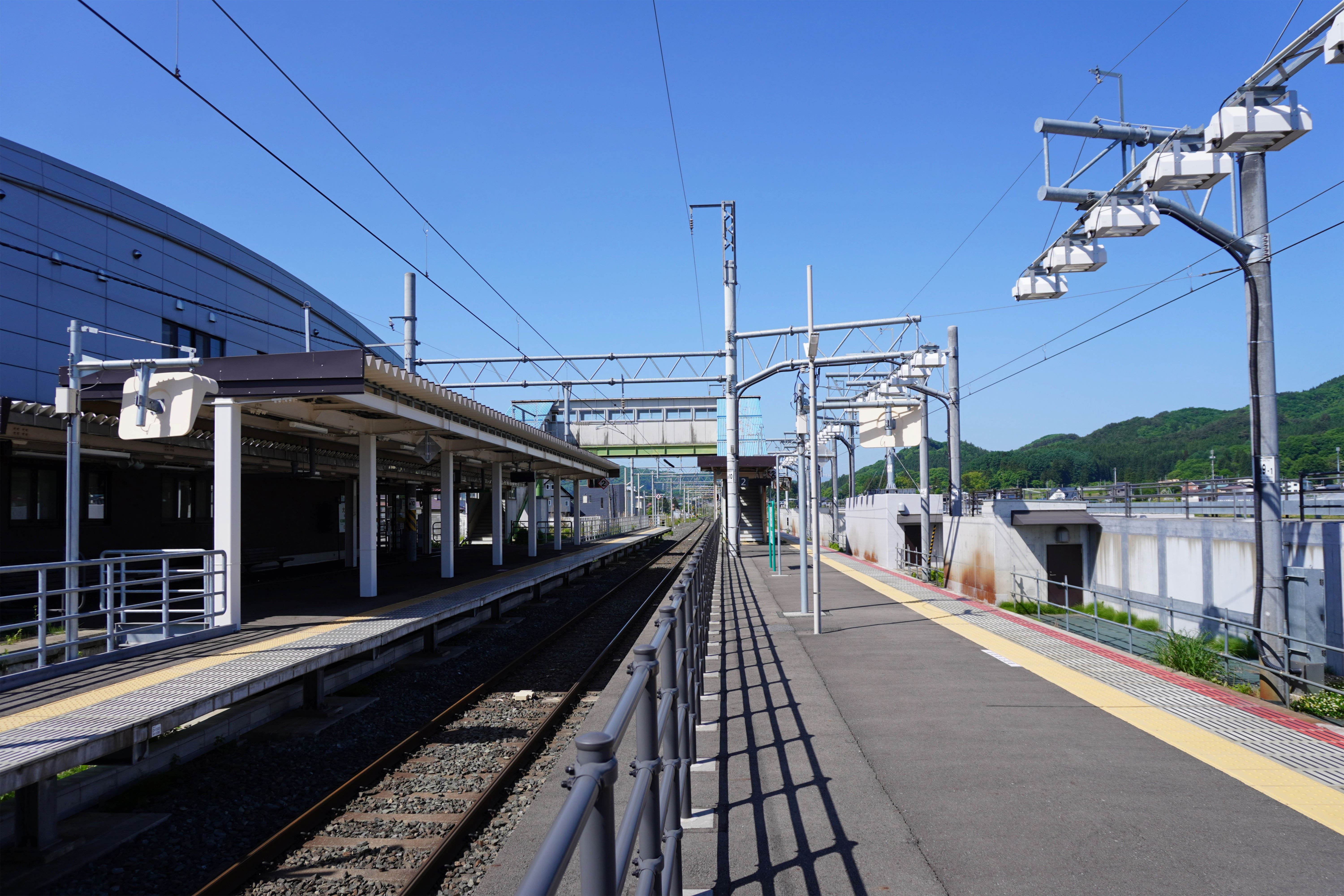
月台（2024年5月）

本站為對向式月台2面2線的地面車站。各月台以跨線天橋連絡。由於1號月台被視為側線，因此兩方向皆可進入。本站也是雫石車站管理的簡易委託站。車站售票服務是由6:55-20:30（平日）、6:55-17:50（星期六日及假期）營業，可售賣JR全線車票、特急車票、指定坐位車票，也可售賣岩手銀河鐵路線車票。
2018年5月下旬左右，為了使秋田新幹線在冬天雪地中更加穩定地運行，在本站進行耐雪裝置設置的改良工程，2019年10月26日到31日間實行線路切換，撤去下行一號月台，在本線月台的對側設置新的上行一號月台。同年12月15日，融雪裝置啟用。
大釜站前活動中心作為站房。1樓設有事務室與談話室，2樓有集會室與托兒所。本站是由盛岡站管理的無人站。設置有乘車證明書發行機。到2018年3月為止為雫石站管理的簡易委託站（瀧澤My Railway小組大釜站會委託）。

### 月台配置
| 月台 | 路線      | 方向 | 目的地         |
| ---- | --------- | ---- | -------------- |
| 1、2 | ■田澤湖線 | 上行 | 前潟、盛岡方向 |
| 1、2 | ■田澤湖線 | 下行 | 雫石、大曲方向 |

## 利用狀況
| 乘車人數變化 | 乘車人數變化 |
| 年度         | 1日平均人數  |
| ------------ | ------------ |
| 2000         | 489          |
| 2001         | 493          |
| 2002         | 488          |
| 2003         | 513          |
| 2004         | 531          |
| 2005         | 555          |
| 2006         | 562          |
| 2007         | 524          |
| 2008         | 521          |
| 2009         | 529          |
| 2010         | 533          |

## 历史
- 1921年（大正10年）6月25日：車站啟用。
- 1982年（昭和57年）11月15日：車站簡易委託化。
- 1987年（昭和62年）4月1日：因國鐵分割民營化，本站成為東日本旅客鐵道的車站。
- 2018年（平成30年）4月1日：解除乘車券販售委託（簡易委託）的功能[1]。該日起本站成為終日無人車站[1]。同時に雫石駅業務委託化に伴い、盛岡駅管理となる。
- 2019年（令和元年）
  - 10月26日 - 31日：實施線路切換工程。一月台的下行路線撤除，隔月11月1日上行一月台啟用[註解 1][報導 1][2]。
  - 12月15日：新幹線融雪裝置啟用[新聞 1][報導 2]。
- 2020年（令和2年）4月25日：下行月台寬度增幅，所有列車無須跨線天橋即可搭乘[報導 2]。
- 2023年（令和5年）春天：可以使用Suica」乘車（預定）[報導 3]。

### 融雪設備設置的經過
為了使秋田新幹線在冬天的行車穩定度提升，JR東日本決定於本站設置融雪裝置，為此原因，決定進行車站的改良工程。在現行的本線月台北側設置新的上行線（新・上行1月台），並在此設置融雪裝置。2018年5月下旬左右開始進行改良工程，2019年10月26日到31日實施線路切換工程，並預定於2019年11月1日啟用新上行線。而後將原避車線的下行副本線與月台撤去，並將現行的本線整備為新的下行線（現行的本線月台未來會如何尚不清楚）。整項工程雖原定於2020年12月左右完成，因為上行線月台會用到跨線天橋的關係，改良工程結束後還會繼續留著。
在2019年10月下旬的線路切換工程期間，本站無法待避列車，因而更動列車時刻表。具體來說，經過本站的上下行小町號改由在盛岡站進行列車交換，經由本站的下行列車先在仙台站跟準號列車進行切離作業（為了不要讓上行的準號在盛岡站等小町號太久，在仙台站分離的準號於盛岡站追上小町號後先行發車。上行列車照樣於盛岡站進行連結）。
2020年4月25日，下行月台增寬，所有列車無須跨線天橋即可搭乘。

## 車站周邊
- 瀧澤市立篠木小學
- 瀧澤市立瀧澤南中學
- 瀧澤市多用途研修中心
- 諸葛川
- 國土交通省東北地方整備局・盛岡西國道維持出張所
- 雫石川
- 瀧太橋
- 舟場橋
- 瀧澤市営大釜運動場（雫石川河川敷）
- 瀧澤市大釜站前社區中心
- 東北自動車道盛岡IC
- 盛岡市立高等學校
- 盛岡市立土淵中小學
- 盛岡 AEON MALL

## 相鄰車站
東日本旅客鐵道
■田澤湖線
前潟－大釜－小岩井

## 註解

### 註解
1. ↑  施工期間本站無法進行列車交換，因此實施中規模的時刻表更動。具體來說，經過本站的上下行小町號改由在盛岡站進行列車交換，經由本站的下行列車先在仙台站跟準號列車進行切離作業（為了不要讓上行的準號在盛岡站等小町號太久，在仙台站分離的準號於盛岡站追上小町號後先行發車。上行列車照樣於盛岡站進行連結）。

### 相關報導資料
1. 1 2 3 4   (PDF) (新闻稿). 東日本旅客鉄道盛岡支社／秋田支社／東北工事事務所. 2019-07-25  [2021-04-06]. （原始内容 (PDF)存档于2019-12-12） （日语）.
2. 1 2 3 4   (PDF) (新闻稿). 東日本旅客鉄道盛岡支社. 2020-04-24  [2020-04-25]. （原始内容 (PDF)存档于2020-04-25）.
3. ↑   (PDF) (新闻稿). 東日本旅客鉄道. 2021-04-06  [2021-04-06]. （原始内容 (PDF)存档于2021-04-06） （日语）.
4. ↑   (PDF) (新闻稿). 東日本旅客鉄道盛岡支社／東北工事事務所. 2018-05-14  [2021-04-06]. （原始内容 (PDF)存档于2021-04-06） （日语）.

##### 新聞記事
1. ↑  . 岩手日報. 2019-12-13  [2019-12-13]. （原始内容存档于2019-12-13）.

## 相關項目
- 日本鐵路車站列表

## 外部連結
- JR東日本 大釜站 （页面存档备份，存于）

1. 1 2   (PDF). 滝沢市企画政策課: 19. 2018-03-01  [2021-04-06]. （原始内容 (PDF)存档于2021-04-06） （日语）.
2. 1 2 3  . マイナビニュース. 2019-07-27  [2019-07-29]. （原始内容存档于2021-12-30） （日语）.